# Cembalea
Genre
Cembalea est un genre d'araignées aranéomorphes de la famille des Salticidae.

## Distribution
Les espèces de ce genre se rencontrent en Afrique subsaharienne.

## Liste des espèces
Selon World Spider Catalog (version 18.0, 18/03/2017) :
- Cembalea affinis Rollard & Wesołowska, 2002
- Cembalea heteropogon (Simon, 1910)
- Cembalea hirsuta Wesołowska, 2011
- Cembalea plumosa (Lessert, 1925)
- Cembalea triloris Haddad & Wesołowska, 2011

## Publication originale
- Wesołowska, 1993 : On the genus Tularosa Peckham et Peckham, 1903 (Araneae, Salticidae). Genus (Wroclaw), vol. 4, no 1, p. 33-40.